# Baialardo z Brindisi
Baialardo (zm. ok. 1144) – kardynał i arcybiskup Brindisi.
O jego pochodzeniu nic pewnego nie wiadomo, przypuszczalnie jednak był Normanem z południa Włoch. Prawdopodobnie w 1120 papież Kalikst II mianował go kardynałem diakonem. W przywileju papieskim dla archidiecezji Trani z 6 listopada 1120 jest wzmiankowany przez Kaliksta II jako diaconus sedis nostre.
Na początku 1122 Kalikst II konsekrował go na arcybiskupa Brinidisi i w liście datowanym 22 lutego 1122 poinformował o tej nominacji hrabinę Sikelgaitę z Brindisi oraz szlachcica Tankreda z Conversano. Tego samego dnia nowo wyświęcony arcybiskup Baialardo otrzymał od papieża potwierdzenie praw arcybiskupów Brindisi do jurysdykcji biskupiej nad diecezją Oria.
Odnośnie do działalności Baialardo jako arcybiskupa w Brindisi zachowało się niewiele wzmianek źródłowych. Około 1126/27 udokumentowany jest konflikt jurysdykcyjny arcybiskupa z zakonnicami z konwentu św. Benedykta, rozstrzygnięty przez legata papieskiego na korzyść zakonnic. Po raz ostatni Baialardo jest wymieniony w przywileju hrabiego Tankreda na rzecz archidiecezji Brindisi z kwietnia 1130. Ponieważ jednak jego następca Lupus został konsekrowany dopiero przez papieża Lucjusza II w 1144, prawdopodobne jest, że Baialardo również zmarł dopiero w tym roku.
Liber Pontificalis podaje fałszywą informację, jakoby arcybiskup Baialardo z Brindisi był jednym ze współkonsekratorów papieża Gelazjusza II w Gaecie 10 marca 1118. W rzeczywistości w tym czasie metropolitą Brindisi był jeszcze jego poprzednik Wilhelm.